# The Four Feathers (2002)
The Four Feathers is een Amerikaanse dramafilm uit 2002, geregisseerd door Shekhar Kapur. De hoofdrollen worden vertolkt door Heath Ledger, Wes Bentley, Djimon Hounsou en Kate Hudson. De film is gebaseerd op het gelijknamige verhaal van A.E.W. Mason.
Het verhaal speelt zich af tijdens de Nijlexpeditie van het Britse leger (eind 1884 tot begin 1885) in Soedan. Het vertelt het verhaal van een jonge man beschuldigd van lafheid.

## Rolverdeling
- Heath Ledger als Harry Feversham
- Wes Bentley als Jack Durrance
- Djimon Hounsou als Abou Fatma
- Kate Hudson als Ethne Eustace
- Rupert Penry-Jones als Tom Willoughby
- Kris Marshall als Edward Castleton
- Michael Sheen als William Trench
- Alex Jennings als kolonel Hamilton
- James Cosmo als kolonel Sutch
- Angela Douglas als tante Mary
- Tim Pigott-Smith als generaal Feversham
- Lucy Gordon als Isabelle
- James Hillier als dronken korporaal